# Gotard Burdziński
Gotard Tadeusz Burdziński (ur. 29 października 1975) – polski fizyk, profesor nauk fizycznych, specjalizuje się m.in. w fotofizyce i fotochemii, nauczyciel akademicki Uniwersytetu im. Adama Mickiewicza w Poznaniu.

## Życiorys
W 1999 ukończył studia na Wydziale Fizyki UAM. Stopień doktorski uzyskał w 2003 w zakresie fizyki na podstawie pracy pt. Badanie własności fotofizycznych tioketonów i ich pochodnych w roztworze metodą rozdzielczej w czasie spektroskopii elektronowej i oscylacyjnej (promotorami byli prof. Andrzej Maciejewski i dr hab. Guy Buntinx; doktorat podwójny: Wydziału Fizyki UAM i francuskiego Uniwersytetu Lille I, gdzie odbył także szereg wizyt naukowych). Habilitował się w 2013 na Wydziale Fizyki UAM na podstawie oceny dorobku naukowego i cyklu artykułów zatytułowanego Pierwsze badania fotoindukowanego przegrupowania Wolffa metodami ultraszybkiej spektroskopii czasowo-rozdzielczej z detekcją IR i UV-vis. Tytuł naukowy profesora uzyskał 4 stycznia 2021 roku. 
Pracuje jako profesor w Zakładzie Elektroniki Kwantowej Wydziału Fizyki UAM. Prowadzi zajęcia dotyczące spektroskopii optycznej oraz wykłady z drgań i fal oraz teorii drgań. Swoje prace publikował m.in. w „Journal of the American Chemical Society", „Journal of Physical Chemistry" oraz „Physical Chemistry Chemical Physics".
W pracy badawczej specjalizuje się w spektroskopii optycznej stacjonarnej i czasowo-rozdzielczej oraz w zjawiskach fotofizycznych i fotochemicznych zachodzących w barwnikach naturalnych.